# Антеклиза
Антеклиза је, у геологији, крупна благо засвођена структура на платформи која може бити пречника преко хиљаду километара. Антеклизе карактеришу периклинални пад слојева. Најпознатије антеклизе су Вороњешка и Волго-уралска на Источноевропској платформи.